# Giustiniano Participazio
Giustiniano Participazio (?, 8. század – Velence, 829) volt Velence tizenegyedik dózséja. Apja halála után, igen idősen foglalhatta el a trónt 827-ben. Rövid, alig két évig tartó uralkodása alatt elődje politikáját folytatta. Béke és fejlődés fémjelezheti regnálásának esztendeit, de uralma rövidsége ellenére ő volt az a dózse, akinek nyomait mind a mai napig magán viseli a város.

## Gyermekkora a dózsecsaládban
Giustiniano feltehetően 790 körül született. Akkoriban családja még a lagúnák legtekintélyesebb nemes famíliái közé tartozott, később apja, Angelo Participazio állt a frankok elleni háború élére, 810-ben pedig megválasztották dózsénak. Giustinianónak két öccse volt: Giovanni és Angelo. A velencei udvar kényelmét nem élvezhette sokáig, ugyanis apja béketeremtő politikája révén Giustiniano hamarosan Konstantinápolyba utazott, hogy ezzel is erősítse a dózse és a Bizánci Birodalom kapcsolatait.
Távollétében Velence hatalmas fejlődésen ment keresztül. Apja úgy vélte, hogy elég erős a hatalma ahhoz, hogy örökletes uralmat vezessen be, ezért Giustiniano távolléte miatt másodszülött gyermekét, Giovannit ültette maga mellé a trónra.
Amikor ennek híre eljutott a keleti császári udvarba, Giustiniano azonnal hazaindult, és V. Leó császár is támogatásáról biztosította őt. A hazaérkező Giustinianót először uralkodó testvére parancsára háztartásával és minden földi vagyonával együtt a kihalt San Severo szigetre költöztették, azonban Angelo nem akart szembekerülni a császárral, ezért végül Giovannit lemondatta jogáról, és Giustinianót ültette helyére.
Az ifjú régens ezáltal hamar belekóstolhatott a hatalomba, és a hosszú évek során tökéletesen elsajátította a város irányításának fortélyait. Amikor apja 827-ben igen idősen meghalt, már Giustiniano is életének alkonyán járt. Mindenesetre ő vette át a velencei trónt, és ezzel megkezdődött uralkodása.

## A rövid uralom
Rögtön trónra lépése után újabb külpolitikai események foglalkoztatták a velenceieket. A bizánci császár igen megörült a birodalmához hűséges Giustiniano dózsévé választásának, és hamarosan követeket küldött a velencei udvarba. Bizánc a velencei flotta segítségét kérte Szicília elfoglalásához, amely akkoriban a szaracénok uralma alatt állt. Giustiniano segített a császárnak, és ezzel akaratlanul is megalapozta a későbbi tengeri nagyhatalommá váló Velence katonai erejét.
A Frank Birodalom által fűtött egyházi vitába is belefolyt a velencei uralkodó. Grado és Aquileia pátriárkája között hatalmi harc bontakozott ki, aminek tétje az isztriai püspökök feletti uralom megszerzése volt. A vitát a Velencében székelő gradói pátriárka oldalán próbálta eldönteni a dózse, de erre életében már nem került sor.

### Szent Márk
Giustiniano uralmának legnagyobb hatású döntése Szent Márkhoz, az evangelistához kötődik. A korabeli hagyomány ennek a szentnek tulajdonította a velenceiek megkeresztelését, és éppen ezért kitüntetett tisztelet övezte Márkot a lagúna területén. Évente több ezren indultak útnak az egyiptomi Alexandria felé, ahol egy kolostorban őrizték Márk bebalzsamozott testét. A hosszú út korántsem volt biztonságos, ráadásul a hajdani keresztény központot erős muszlim fenyegetés veszélyeztette.
Ezek miatt Giustiniano úgy döntött, hogy Velence városába hozatja a szent relikviákat. A feladattal két bizalmas nemesét, Buono di Malamoccót és Rustico di Torcellót bízta meg. A két nemes hamarosan kisebb velencei flottát szerelt fel, és azzal érkeztek meg Alexandriába. Itt két szerzetest lefizettek, hogy adják ki a szent hamvait, majd a bebalzsamozott testtel a fedélzeten  nekivágtak a Földközi-tengernek. A szaracén vámellenőrzést is sikerült elkerülni úgy, hogy az ereklyéket disznóhús alá rejtették, amitől a muszlim katonák undorral elfordultak. Így a hagyomány szerint 828. január 31-én Velencébe érkeztek az evangelista földi maradványai.
A dózse udvarában hamarosan vita tört ki arról, hogy kit válasszanak a születendő új város védőszentjévé. Akkoriban Olivolo szigetén ugyanis már emelkedett egy hatalmas templom Szent Tódor tiszteletére. A nép végül döntött, és Szent Márk vált a kereskedőváros új patrónusává. Giustiniano úgy döntött, hogy lecseréli a város összes lobogóját, és attól kezdve a tengereken rettegve tisztelt lobogóvá vált Szent Márk oroszlánja. Giustiniano elrendelte egy méltó bazilika építését Szent Márk tiszteletére, amelynek munkálatait azonban már nem ellenőrizhette. 829-ben megbetegedett, és mivel életének végét érezte, az utódlásról akart gondoskodni. Hazahívta Bizáncból testvérét, Giovannit, és őt nevezte ki utódjának, mivel nem született gyermeke. A bazilika építtetését feleségére és sógornőjére bízta. A második, a Participazio-családhoz tartozó dózse 829-ben halt meg.